# Свети Атанасий (Базерник)
Вижте пояснителната страница за други значения на Свети Атанасий.
„Свети Атанасий Велики“ или „Свети Атанас“ (на македонска литературна норма: „Свети Атанас“, „Свети Атанасиј“) е възрожденска православна църква в демирхисарското село Базерник, Северна Македония. Църквата е под управлението на Крушевско-Демирхисарската епархия на Македонската православна църква.

## Описание
Църквата е гробищен храм, разположен в северозападната част на селото. Представлява относително голяма еднокорабна сграда, покрита със свод. На изток има петстранна апсида. Северната и южната стена са укрепени с пиластри, свързани с дъги. Входове има от юг и от запад, където по-късно е дограден трем. Покривът е на две води с керемиди, а апсидата е покрита с каменни плочи. Зидарията е от ломен камък, като отворите и венецът на апсидата са от дялан бигор. Фасадите са фугирани.
Църквата е изградена от майстор Марко Траянов (Трано) от село Мало Илино.
Изписана е в 1891 – 1895 година от един от братята Коста, Вангел и Никола Анастасови от Крушево. Иконостасните икони са от същото време, дело на същия зограф.